# STS-134
STS-134 e сто и тридесет и четвъртата предпоследна мисия на НАСА по програмата Спейс шатъл, двадесет и пети последен полет на совалката Индевър, полет ULF6 (36-и на совалката) към Международната космическа станция (МКС).

## Екипаж
| Пост                    | Астронавт                                     |
| ----------------------- | --------------------------------------------- |
| Командир                | Марк Кели четвърти космически полет           |
| Пилот                   | Грегъри Харалд Джонсън втори космически полет |
| Специалист на мисията 1 | Едуард Финки трети космически полет           |
| Специалист на мисията 2 | Ендрю Фойстъл втори космически полет          |
| Специалист на мисията 3 | Роберто Витори (ESA) трети космически полет   |
| Специалист на мисията 4 | Грегъри Шамитоф втори космически полет        |

- Броят на полетите е преди и включително тази мисия.

## Полетът
Основната цел на полета е доставка и монтаж на Алфа-магнитен спектрометър на МКС. Той ще бъде монтиран на Фермовата конструкция на МКС.
Той е предназначен за изследване на елементарните частици на космическата радиация, с цел проверка на основните хипотези за строежа на материята и произхода на Вселената.
В товарния отсек на совалката е разположен и третия Транспортно-складов палет Експрес (Express Logistics Carrier 3, ELC-3), на която е разположен комплект експериментални материали 8 (Materials on International Space Station Experiment 8, MISSE 8), хладилна камера (GLACIER freezer), допълнително оборудване за робота Декстър (Dextre), две антени от S-диапазона, резервоар с газ под високо налягане, резервен резервоар с амоняк и тестово оборудване за системата за скачване „Орион“.
В товарния отсек се намират и четири комплекта прибори на Министерството на отбраната: MAUI, SEITI, RAMBO-2 и SIMPLEX.
На Земята се връща комплект експериментални материали 7 (Materials on International Space Station Experiment 7, MISSE 7), доставен в космоса със совалката „Атлантис“, мисия STS-129 през ноември 2009 г.
Извършени са 4 планирани излизания в открития космос за подмяна на експонираните материали в открития космос, монтаж на новите антени, зареждане на охладителните системи на станцията с амоняк, обслужване на механизмите за завртане на слънчевите панели и др.
В случай на повреда на совалката „Индевър“ при старта и невъзможност за нейното безопасно завръщане на Земята, се предвиждало екипажът да остане на МКС и да дочака спасителната експедиция (STS-335), която ще се проведе със совалката Атлантис. Тази мярка е предвидена в съответствие с препоръките на комисията, която провеждала разследването на обстоятелствата около катастрофата на совалката „Колумбия“.
След този полет астронавтът Едуард Финки поставя рекорд за сумарен престой в космоса сред астронавтите на САЩ – 381 денонощия, 15 часа, 11 минути за три полета в космоса.
Совалката е експонирана пред Националния авизционен и космически музей във Вашингтон, САЩ.

## Параметри на мисията
- Маса на цялата система: 2 052 443 кг
- Маса на совалката при старта: 121 830 кг
- Маса на совалката при кацането: 92 240 кг
- Маса на полезния товар: 15 770 кг
- Инклинация: 51,6°
- Орбитален период: 91.0 мин

Скачване с „МКС“
- Скачване: 18 май 2011, 10:14 UTC
- Разделяне: 30 май 2011, 03:55 UTC
- Време в скачено състояние: 11 денонощия, 17 часа, 41 минути.

### Космически разходки
| № | Участници                       | Начало                | Край                  | Продължителност  |
| - | ------------------------------- | --------------------- | --------------------- | ---------------- |
| 1 | Ендрю Фойстъл и Грегъри Шамитоф | 20 май 2011 07:10 UTC | 20 май 2011 13:29 UTC | 6 часа 19 минути |
| 2 | Ендрю Фойстъл и Едуард Финки    | 22 май 2011 06:05 UTC | 22 май 2011 14:12 UTC | 8 часа 7 минути  |
| 3 | Ендрю Фойстъл и Едуард Финки    | 25 май 2011 05:43 UTC | 25 май 2011 12:37 UTC | 6 часа 54 минути |
| 4 | Едуард Финки и Грегъри Шамитоф  | 27 май 2011 04:15 UTC | 27 май 2011 11:39 UTC | 7 часа 24 минути |

Това са 156-, 157-, 158- и 159-то излизане в открития космос, свързано с МКС, 7-, 8- и 9-то за Едуард Финки, 4-, 5- и 6-то за Ендрю Фойстъл и първи излизания за Грегъри Шамитоф.

## Галерия
- Совалката на стартовата площадка.
- Старта на совалката.
- Совалката Индевър се приближава към МКС.
- Изваждането на полезния товар от товарния отсек на совалката.
- Астронавтите Ендрю Фойстъл и Грегъри Шамитоф по време на първата космическа разходка.
- Обща снимка на двата екипажа.
- Ендрю Фойстъл на входа на шлюзовата камера.
- Трето излизане в открития космос Ендрю Фойстъл и Едуард Финки.
- МКС след мисия STS-134.
- Последното приземяване на совалката.